# Oreoselinum minus
Oreoselinum minus är en flockblommig växtart som beskrevs av Garsault. Oreoselinum minus ingår i släktet Oreoselinum och familjen flockblommiga växter. Inga underarter finns listade i Catalogue of Life.